# منطقة ساهيباجني
ساهيباجني رمزها «SA» (بالإنجليزية: Sahibganj)‏، هو تقسيم إداري لدولة الهند تتبع ولاية جهارخاند (بالإنجليزية: Jharkhand)‏، مركزها هو مدينة ساهيباجني (بالإنجليزية: Sahibganj)‏ عدد سكانها حسب تعداد سنة 2001 هو 927584، مساحتها 1599 كم² وكثافة السكان 580 لكل كم².